# Podlesni (Novokubansk, Krasnodar)
Podlesni (del ruso: Подлесный) es un posiólok del raión de Novokubansk en el krai de Krasnodar de Rusia. Está situado en la orilla izquierda del río Urup, afluente del Kubán, 45 km al sureste de Novokubansk y 164 km al este de Krasnodar. Tenía 78 habitantes en 2010.
Pertenece al municipio Sovétskoye.